# Angelito Sarmiento
Angelito Monsura Sarmiento conocido como Lito o Boy. (Manila, Filipinas;7 de enero de 1947-1 de octubre de 2015) fue un político Filipino. Miembro del partido liberal de las Filipinas o Partido del Pilar, fue el alcalde de la ciudad de San José del Monte, Bulacán de 2004 y 2007, y 2009 hasta 2010.

## Carrera política

### Legislador
Sarmiento sirvió durante 3 legislaturas como representante de distrito cuarto de Bulacán (1992-2001). Durante su servicio creó una decreto convirtiendo el municipio de San José del Monte en una ciudad. Fue designado por Gloria Macapagal-Arroyo para consejero presidencial de modernización agrícola y al mismo tiempo miembro de la "National Food Authority".

### Alcalde
Sarmiento consiguió en 2004 la alcaldía de San José del Monte, pero perdió su reelección ante Eduardo V. Roquero, quien ya había sido alcalde durante dos legislaturas anteriores. Sin embargo en 2009 después de una larga batalla en los juzgados entre ambos, que incluso afectó a los ciudadanos de la población, Sarmiento acabó recuperando la alcaldía. Eduardo V. Roquero murió el 24 de agosto de 2009.
Formalmente la toma de poder fue el 26 de octubre de 2009, cuando el sucesor de Roquero, San Pedro, cedió pacíficamente su puesto, siguiendo lo dispuesto por la corte suprema y el Comelec. San Pedro se convirtió en vicealcalde.